# Schewes Achim
Schewes Achim (Brüdereintracht) war eine Synagoge in der Gluckstraße in Hamburg-Barmbek, die von 1920 bis 1938 existierte.

## Geschichte
In dem seit Mitte des 19. Jahrhunderts zu einem Stadtteil heranwachsenden Dorf Barmbeck lebten um 1880 lediglich 83 Menschen jüdischen Glaubens. Mit dem Bau umfangreicher Arbeitersiedlungen in den folgenden Jahrzehnten vergrößerte sich auch die jüdische Gemeinde um ein Vielfaches. Die nächstliegende Gebetsstätte war die Wandsbeker Synagoge in der Königsreihe 43 (damals Langereihe). Nach dem Ausbruch der Choleraepidemie von 1892 wurden ihnen dort der Zugang verwehrt. Die Gläubigen improvisierten und trafen sich zur Andacht in Wohnungen, für größere Versammlungen nutzten sie Barmbeker Etablissements wie Von Essens-Garten (später Victoria Garten) an der Hamburger Straße oder den Schützenhof.
1920 gründete die auf über 500 Mitglieder angewachsene Gemeinde den Jüdischen Gemeinschaftsbund Barmbeck, Uhlenhorst und Umgegend, der als jüdischer Lernverein galt und sich für die Errichtung einer eigenen Synagoge einsetzte. Zu diesem Zweck erwarb der Deutsch-Israelitische Synagogenverband von der Barmbecker Brauerei das Grundstück Gluckstraße 7–9 mit zwei aneinandergelegenen Villen. Diese wurden nach Plänen des Architekten Semmy Engel umgebaut und zu einem Gebäude vereinigt. Am 9. September 1920 wurde sie unter dem Namen Schewes Achim als dritte Synagoge des Verbandes (nach der Hauptsynagoge am Bornplatz und der Synagoge Kohlhöfen) eingeweiht. Im Betsaal im hinteren Teil des Hauses gab es Platz für 74 Männer, der angeschlossene Frauenraum hatte 48 Plätze. Der vorstehende Rabbiner war Salomon Löwy, er galt als einflussreicher Lehrer und bedeutender Vermittler jüdischen Wissens. In der Synagoge fanden die traditionellen Gottesdienste statt, aber auch religiöse Vorträge, es wurde Religionsunterricht erteilt und Anfang der 30er Jahre war ein Kindergarten eingerichtet.
Im November 1938 wurde die Synagoge während der Pogrome zwar nicht zerstört oder geschändet, doch wurde die sofortige Schließung verfügt. 1939 musste die Gemeinde das Grundstück weit unter Wert verkaufen. 1943 wurde es durch Bomben zerstört.

## Gedenken

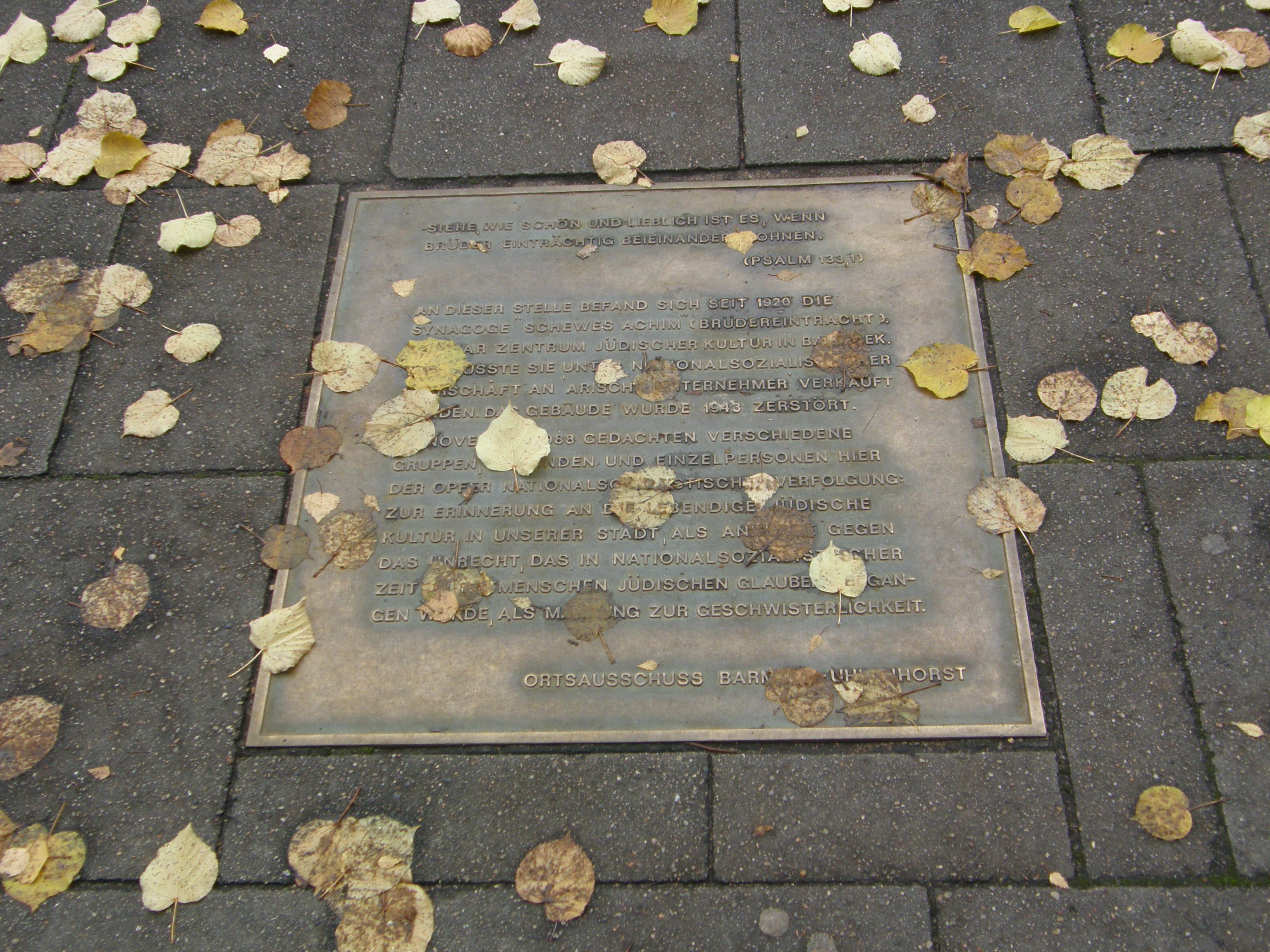
Gedenktafel im Gehweg Gluckstraße 7–9

Nach dem Krieg wurde auf dem Grundstück ein Neubau errichtet. 1990 wurde eine Bronzetafel in den Gehweg eingelassen. Der Text lautet:

„Siehe, wie schön und lieblich ist es, wenn Brüder einträchtig beieinander wohnen. (Psalm 133,1)
An dieser Stelle befand sich seit 1920 die Synagoge „Schewes Achim“ (Brüdereintracht). Sie war Zentrum jüdischer Kultur in Barmbek. 1939 musste sie unter nationalsozialistischer Herrschaft an arische Unternehmer verkauft werden. Das Gebäude wurde 1943 zerstört.
Im November 1988 gedachten verschiedene Gruppen, Gemeinden und Einzelpersonen hier der Opfer nationalsozialistischer Verfolgung.
Zur Erinnerung an die lebendige jüdische Kultur in unserer Stadt, als Anklage gegen das Unrecht, das in nationalsozialistischer Zeit an Mitmenschen jüdischen Glaubens begangen wurde, als Mahnung zur Geschwisterlichkeit.“